# Juan Manuel Bordeu
Juan Manuel Bordeu (Buenos Aires, Argentina; 28 de janeiro de 1934 - 24 de novembro de 1990) foi um automobilista argentino que participou do Grande Prêmio da França de Fórmula 1 de 1961.